# Episodi di Emily in Paris (quarta stagione)
La quarta stagione della serie televisiva Emily in Paris è stata pubblicata su Netflix in 2 parti, la prima il 15 agosto 2024 e la seconda, il 12 settembre 2024, in tutti i territori in cui è presente il servizio.
| n. | Titolo originale               | Titolo italiano                | Pubblicazione originale | Pubblicazione italiana |
| -- | ------------------------------ | ------------------------------ | ----------------------- | ---------------------- |
| 1  | Balle de break                 | Break Point                    | 15 agosto 2024          | 15 agosto 2024         |
| 2  | L'amour en fuite               | Amore in corsa                 | 15 agosto 2024          | 15 agosto 2024         |
| 3  | Au bal masqué                  | Ballo in maschera              | 15 agosto 2024          | 15 agosto 2024         |
| 4  | La zone grise                  | La zona grigia                 | 15 agosto 2024          | 15 agosto 2024         |
| 5  | Trompe-l'œil                   | Trompe-l'œil                   | 15 agosto 2024          | 15 agosto 2024         |
| 6  | Noël dernier                   | Bianco Natale                  | 12 settembre 2024       | 12 settembre 2024      |
| 7  | Perdu dans la traduction       | Problemi di comunicazione      | 12 settembre 2024       | 12 settembre 2024      |
| 8  | De retour sur le Crazy Horse   | Ritorno al Crazy Horse         | 12 settembre 2024       | 12 settembre 2024      |
| 9  | Vacances romaines              | Vacanze romane                 | 12 settembre 2024       | 12 settembre 2024      |
| 10 | Tous les chemins mènent à Rome | Tutte le strade portano a Roma | 12 settembre 2024       | 12 settembre 2024      |